# Есаян, Рубен Татевосович
Рубен Татевосович Есаян (род. 24 ноября 1946, Ереван) — лётчик-испытатель, Герой Российской Федерации.

## Биография

### Ранние годы
Родился 24 ноября 1946 в Ереване. В 1968 году окончил Сасовское лётное училище гражданской авиации.

### Работа в гражданской авиации
С 1968 по 1986 годы работал в Армянском управлении гражданской авиации (Ереван) вторым пилотом, командиром воздушного судна, пилотом-инструктором, пилотом инспектором лётно-штурманского отдела и начальником этого отдела.
В апреле 1974 года, будучи командиром воздушного судна, произвёл успешную вынужденную посадку самолёта Ан-12 с пожаром двигателя в аэропорту Кишинёв. Были и другие аварийные ситуации в полёте. В 1981—1984 годах Есаян находился в служебной командировке в Анголе в период гражданской войны в качестве командира самолёта Як-40 министра обороны Анголы. В 1983 году во время взлёта в аэропорту Луанды самолёт был повреждён огнём противника и произвёл успешную вынужденную посадку, после которой Есаяну удалось подготовить самолет, оценить методику его перегона на аэродром базирования и успешно выполнить этот сложный полёт.
В 1987 году Есаян окончил Школу лётчиков-испытателей и начал работать в ГосНИИ ГА  в должностях лётчика-испытателя, заместителя командира лётного отряда, заместителя начальника Лётно-испытательного комплекса. С 1996 года начальника Лётно-испытательного комплекса — заместитель начальника ГосНИИ ГА .
В 2000-х годах выполнял полёты на Южный полюс и центральные районы Антарктиды, включая уникальную операцию по десантированию с самолёта Ил-76ТД на полярную станцию «Восток» 28 платформ с дизельным топливом (2007).
В 2011 году Есаян перегонял с посадочной площадки Ижма самолёт Ту-154, ранее совершивший там вынужденную посадку.
21 ноября 2013 года Есаян подписал открытое письмо президенту с критикой в адрес ОАК и её руководителя Погосяна М. А. за свертывание программы по производству самолётов Ту-334. Так же в данном письме критиковался проект создававшегося тогда регионального самолёта Sukhoi Superjet 100.
28 марта 2014 года экипаж Рубена Есаяна выполнил уникальный перелёт на самолёте Ту-154М (бортовой номер RA-85069) с самарского аэродрома Безымянка на находящуюся непосредственно рядом с ним посадочную площадку Смышляевка (расстояние между порогами ВПП составляет 2300 м). Сложность перелёта заключалась в том, что аэродром Смышляевка был закрыт в 2012 году, а длина его ВПП (1200 м) почти вдвое меньше минимально необходимой длины ВПП для нормальной эксплуатации Ту-154М (2200 м). Самолёт перегонялся для учебного аэродрома СГАУ.
До 2018 работал директором в учреждённой ГосНИИ ГА авиационной компании «Лётный центр Государственного научно-исследовательского института гражданской авиации»
В настоящее время Есаян работает советником генерального директора ГосНИИ ГА.

## Награды и звания
- Герой Российской Федерации (29.05.2006)[9]
- Орден Дружбы народов (1985)
- Орден Мужества (27.03.1996)
- Заслуженный лётчик-испытатель Российской Федерации (10.09.1999)
- Почётная медаль С. В. Ильюшина (2016, высшая корпоративная награда ОАО «Ил»)[10]